# Визит королевы Елизаветы II в Республику Ирландия
Визит королевы Елизаветы II в Республику Ирландия — проходивший в период с 17 по 20 мая 2011 года государственный визит Королевы Елизаветы II и Филиппа, герцога Эдинбургского в Ирландию по приглашению Президента Ирландии Мэри Патрисии Макэлис. Это был первый визит в страну британских монархов со времён 1911 года, когда дед королевы Елизаветы Георг V посещал эту территорию, на тот момент ещё являвшуюся частью Великобритании. Кроме того, через несколько дней после визита королевской четы страну посетил президент Соединённых Штатов Америки Барак Обама.
Визит являлся символом нормализации англо-ирландских отношений (хотя Джерри Адамс, глава Шинн Фейн, считал, что было выбрано не лучшее время), вопреки угрозам бомбардировок, последовавших после подписания Белфастского соглашения. Визит, согласно опросам, поддерживали 77 % ирландцев. В ходе визита королева посетила места республиканского значения в Дублине, такие как Кроук Парк, связанные с Кровавым воскресеньем 1920 года. Меры безопасности во время визита сделали его самой большой операцией за всю историю Республики. Визит сравнивался с посещением страны в 1979 году Луисом Маунтбеттеном, завершившимся взрывом бомбы Ирландской республиканской армии; мэр Слайго заявил, что туристическая индустрия региона восстанавливается после того взрыва до сих пор. Однако предпринятые меры безопасности сделали вопрос нагрузки на бюджет страны крайне острым.